# Wiktor Jędrzejewski
Wiktor Jędrzejewski (ur. 5 września 1987 w Płocku) – polski piłkarz ręczny, obrotowy, od 2019 zawodnik Stali Mielec.

## Kariera sportowa
Wychowanek Wisły Płock. W sezonie 2007/2008, w którym rozegrał 16 meczów i rzucił 19 bramek, zdobył z nią mistrzostwo Polski. Będąc zawodnikiem płockiego klubu, występował też w Pucharze Zdobywców Pucharów, w którym rzucił cztery bramki. W sezonie 2009/2010 wypożyczony był do pierwszoligowej Siódemki Miedzi Legnica. W sezonie 2011/2012 grał w Stali Mielec, z którą zdobył brązowy medal mistrzostw Polski (rozegrał 21 meczów i rzucił 21 bramek).
W latach 2012–2013 występował w pierwszoligowych Meblach Wójcik Elbląg i Śląsku Wrocław. W latach 2013–2015 był zawodnikiem MMTS-u Kwidzyn, w którego barwach rozegrał w Superlidze 47 meczów i rzucił 52 bramki. Później grał w norweskim Falk Horten. W 2017 przeszedł do KPR-u Legionowo. W sezonie 2017/2018 rozegrał w Superlidze 14 meczów i zdobył 26 goli. W sezonie 2018/2019 wystąpił w I lidze w 14 spotkaniach, w których rzucił 68 bramek.
W kwietniu 2019 został zawodnikiem Stali Mielec. W końcówce sezonu 2018/2019 rozegrał w Superlidze dziewięć meczów i zdobył sześć goli.
W 2006 uczestniczył w mistrzostwach Europy U-20 w Austrii, podczas których rozegrał siedem meczów i zdobył 10 goli.
W październiku 2009 wystąpił w barwach reprezentacji Polski B w turnieju towarzyskim w Wągrowcu, w którym rzucił jedną bramkę.

## Sukcesy
Wisła Płock
- Mistrzostwo Polski: 2007/2008
- Puchar Polski: 2006/2007, 2007/2008